# Saint-Florent (Còrsega)
Saint-Florent (en cors San Fiurenzu) és un municipi de Còrsega, al departament de l'Alta Còrsega. Està situat al nord-oest de l'illa, al golf del mateix nom, a 24 km de Bastia entre el Cap Corse i el desert dels Agriates.
Antigament s'anomenava Nebbio, nom avui utilitzat per la comarca. La ciutat va ser fundada pels genovesos al segle xvi. Destaquen la ciutadella genovesa i l'església romànica de Santa Maria Assunta.
Avui és un port pesquer convertit en port esportiu i turístic, al costat de la platja de Saleccia. Al voltant hi ha les vinyes de la denominació AOC Patrimonio, la més antiga de Còrsega.

## Demografia
| 1774 | 1962 | 1968 | 1975 | 1982 | 1990 | 1999 | 2007 |
| ---- | ---- | ---- | ---- | ---- | ---- | ---- | ---- |
| 350  | 611  | 805  | 1065 | 1217 | 1350 | 1474 | 1597 |

## Administració
| Període | Identitat     | Partit | Qualitat |  |
| ------- | ------------- | ------ | -------- |  |
| 2001-   | Claudy Olmeta | UMP    |          |  |

## Agermanaments i intercanvis
Aquest municipi està adherit a l'associació «Saint Florent de France» que agrup set municipis que tenen de nom Saint Florent:
- - Saint Florent sur Cher (Cher)
  - Saint Florent le Jeune (Loiret)
  - Saint Florent sur Auzonnet (Gard)
  - Saint Florent le Vieil (Maine et Loire)
  - Saint Florent des Bois (Vendée)
  - Saint Florent (Deux Sèvres), antic municipi fusionat amb Niort el 1969.